# قصه‌های ژاپن قدیم
قصه‌های ژاپن قدیم (انگلیسی: Tales of Old Japan) گلچین ادبی از داستانهای کوتاه است که توسط الگرنن فریمن‌میتفرد گردآوری شده‌است. این داستان‌ها بر جنبه‌های مختلف تاریخ ژاپن قبل از اصلاحات میجی تمرکز دارد. این کتاب، که در سال ۱۸۷۱ نوشته شده‌است، مقدمه ای بر ادبیات ژاپن و فرهنگ ژاپنی از طریق داستان هاست و همه از منابع ژاپنی اقتباس شده به همراه یادداشت‌های تکمیلی فریمن‌میتفرد. همچنین گزارش‌های میتفرد به عنوان شاهد عینی در مورد انتخاب مناسک ژاپنی شامل هاراکیری و ازدواج تا مجموعه ای از گفتارها نیز شامل این موارد است. از معروفترین این داستان‌ها می‌توان از چهل و هفت رونین، موموتارو و کینتارو نام برد.

## خلاصه چهل و هفت رونین

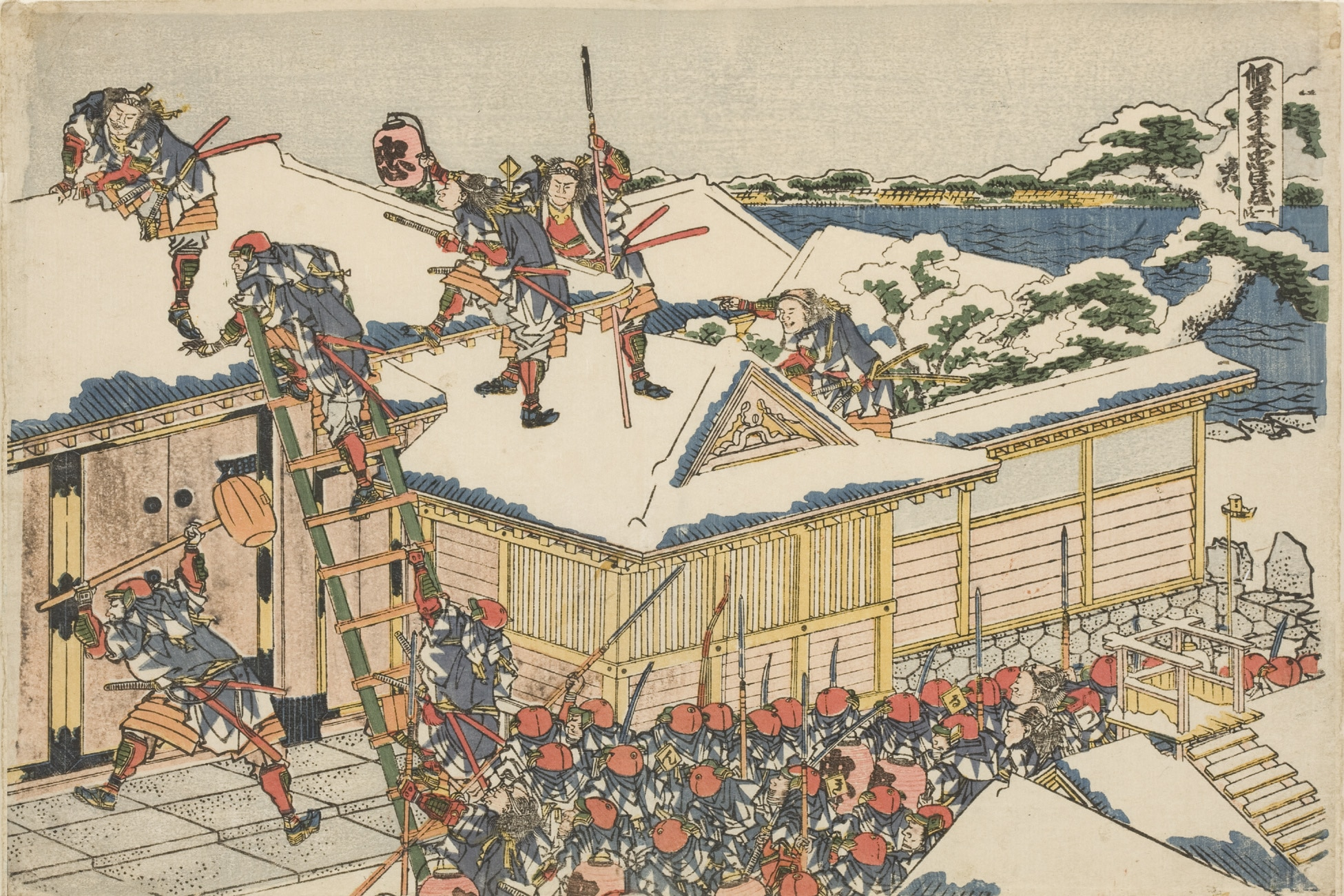

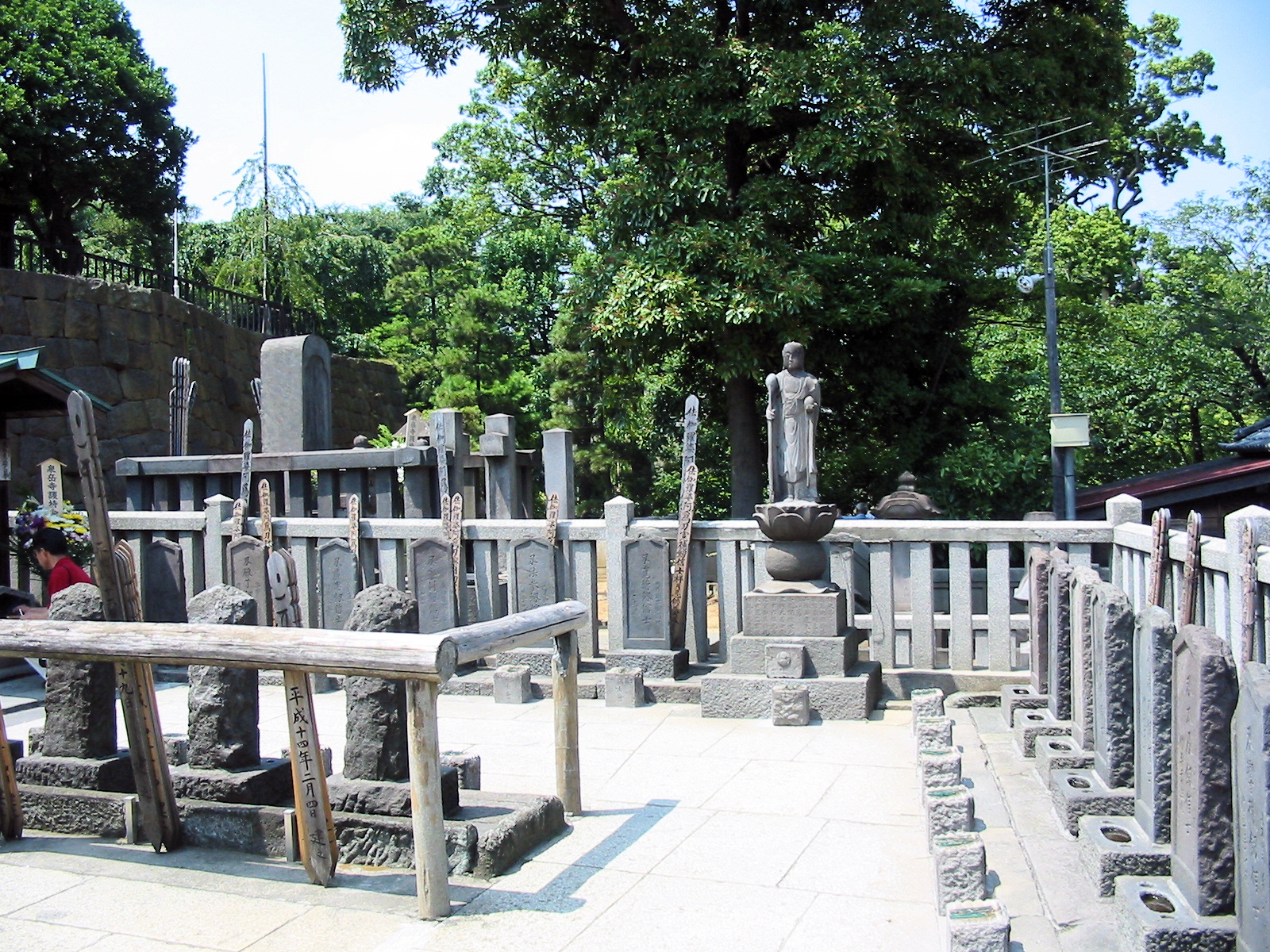
قبر چهل و هفت رونین در معبد سنگاکو

در سال ۱۷۰۱، دو دایمیو (ارباب)، آسانو ناگانوری (تاکومی-نو-کامی)، یک ارباب جوان روستانشین از قلمروی آکو (یک  تیول در غرب هونشو)، و ارباب دیگر کامِی کوره‌چیکا از قلمروی تسووانو، در حین گذراندن سانکین کوتای در شهر ادو بودند، آنها به میزبانی فرستادگان امپراتور که از کیوتو می‌آمدند، در قلعه ادو که محل اقامت فرماندار نظامی ژاپن، شوگون بود، برگماشته شده بودند.
از آن جا که این دو در این کار خام و کم‌تجربه بودند به آنان فرمان داده شد تا از کیرا یوشیناکا یک مقام قدرتمند در سلسله مراتب شوگون پنجم توکوگاوا تسونایوشی که در تشریفات درباری خبره بود، راهنمائی و کمک بگیرد. قرار بود آداب معاشرت توسط کیرا یوشیناکا به آسانو و کامی آموزش داده شود اما آسانو در دادن پیشکش‌های درخور به کیرا یوشیناکا تعلل ورزید یا اینکه آنطور که کیرا انتظار داشت از طرف این دو رشوه کافی برای انجام این کار به او داده نشد. این موجب شد تا ارباب کیرا کینهٔ او را در دل بگیرد و در هر فرصت ممکنی بر او سرکوفت بزند. در برخی از منابع ذکر شده‌است که کیرا فطرتاً بی‌ادب و متکبر بوده و به‌طور مکرر آزردگی آسانو ناگانوری که یک کنفسیوس‌گرای با اخلاق بوده را موجب می‌شده‌است. با توجه به برخی از منابع همچنین به نظر می‌رسد که آسانو با آداب و پیچیدگی‌های تشریفاتی شوگون‌سالاری آشنا نبوده و نتوانسته‌است احترام مناسب نسبت به کیرا را بجا بیاورد.
در ابتدا، آسانو همه این توهین‌ها را تحمل می‌کرد، در حالی که ارباب دیگر کامِی کوره‌چیکا عصبانی شده و آماده بود تا از کیرا انتقام توهین‌ها را بگیرد. با این حال، ملازمان چابک کامِی کوره‌چیکا بی سر و صدا رشوه بزرگی به کیرا پرداخت کردند و از بروز فاجعه برای ارباب و قلمروی خود پیشگیری کردند (زیرا اگر کامِی کوره‌چیکا، کیرا را می‌کشت همه مجازات می‌شدند. پس از آن کیرا رفتار خوبی با کامِی کوره‌چیکا در پیش گرفت، که باعث آرامش کامِی کوره‌چیکا شد.
با این حال، کیرا همچنان رفتار سختگیرانه خود را با آسانو ادامه داد زیرا او ناراحت بود که چرا او از همراه خود تقلید نکرده‌است. سرانجام، کیرا به اسانو توهین کرد، و او را یک روستایی بی‌ادب خواند، سرانجام کاسهٔ صبر آسانو ناگانوری لبریز شد و دیگر نتوانست خود را مهار کند و در یک لحظهٔ غلبهٔ خشم در ماتسو نو اوروکا، راهروی اصلی قلعه ادو، با خنجر به کیرا حمله کرد و با اولین ضربه او را از ناحیه صورت زخمی کرد. دومین ضربه به یک ستون برخورد کرد. نگهبانان سپس به سرعت آنها را از هم جدا کردند.
گرچه زخم سطحی بود، این گستاخی و آداب‌شکنی ارباب آسانو، به یک مقام شوگون‌سالاری در حریم محل زندگی شوگون یک جرم جدی تلقی می‌شد. هر نوع خشونت ، حتی ترسیم کاتانا (شمشیر)، در قلعه ادو کاملاً ممنوع بود. واقعهٔ خارج کردن خنجر از غلاف در قلعه ادو چنان خشم سالار جنگ شوگُون تسُونایوشی را برانگیخت که دستور داد تا آسانو دست به سِپُّوکُو (شکم-دری آئینی) بزند. با خودکشی او، املاک و قلعه‌اش مصادره شدند و سامورایی‌هایش، بی‌سرور و بی‌سامان گشتند. ارباب کیرا می‌دانست که رونین‌های آسانو تا انتقام سرورشان را نگیرند آسوده نخواهند نشست و بنابراین جاسوسانش مدّت‌ها آنان را زیر نظر داشتند. امّا چهل و شش سامورایی بی‌سرور، تحت رهبری اُوئیشی کُورانوسُوکه، ملازم ارشدِ آسانو، صبورانه منتظر فرصت ماندند. زمانی که سرانجام این فرصت پیش‌آمد، توانستند بر ملازمان کیرا غلبه کنند و او را به قتل برسانند. سپس بی‌درنگ سر مقتول را به معبدِ بودائی معبد سِنگاکُو بردند و آن را به آرامگاه سرورشان آسانو در این معبد پیشکش کردند. با این پیشکش کین‌ستانی از دشمن سرورشان را به انجام رسانیدند.
ملازمان وفادار در ۲۰ ماه مارس ۱۷۰۳ میلادی به جرم این قتل، به فرمان شوگُون دست به سِپُّوکُو (شکم-دری آئینی) زدند و در کنار سرورشان در صحن معبد سِنگاکُو دفن شدند. آرامگاه آنان هنوز یکی از زیارتگاه‌های پر زائر ژاپنی است. خبر این کین‌ستانی به سرعت در همهٔ ژاپن پیچید. عمل این چهل و شش رونین (سامورایی‌های بی‌سرور) با قبول عمومی روبرو شد و مردم آنان را گیشی (سلحشوران برحق) خواندند. این کین‌ستانی همگان را، به شدت تحت تأثیر قرار داد.